# Браунсбах
Браунсбах (нем. Braunsbach) — община в Германии, в земле Баден-Вюртемберг. 
Подчиняется административному округу Штутгарт. Входит в состав района Швебиш-Халль.  Население составляет 2330 человек (на 31 декабря 2010 года). Занимает площадь 52,85 км².